# Indra

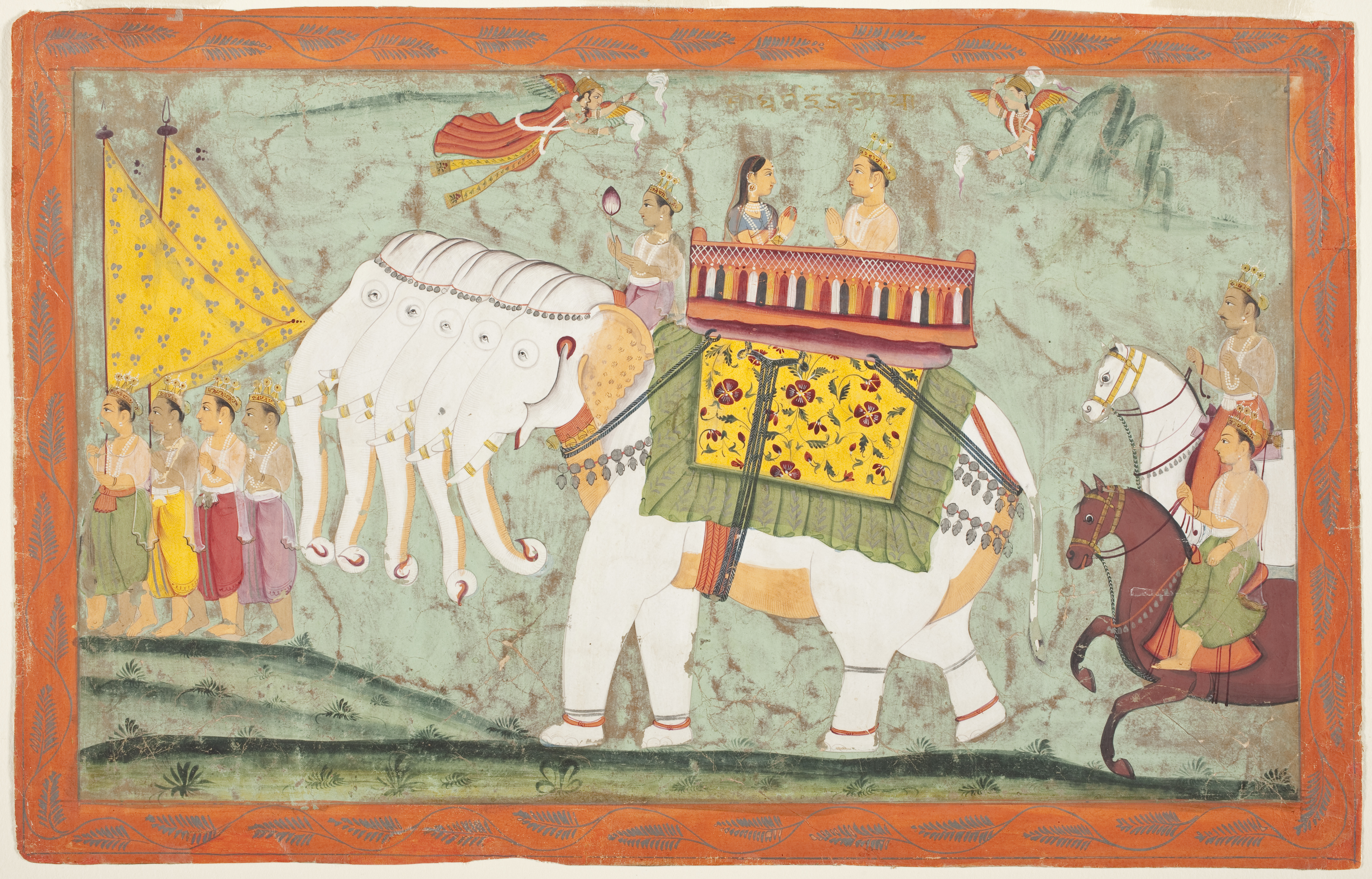
Indra na bílém slonu

Indra (v Devanágarí इन्द्र nebo इंद्र), je védský bůh hromovládce a král bohů. V Rgvédu je nejčastěji vzývaným bohem a je oslavován jako přemožitel démonického hada Vrtry. V hinduismu jeho význam upadl, ale zároveň se stal součástí buddhistické a džinistické mytologie. Jeho nejbližším protějškem je íránský Verethragna a arménský Vahagn, ale také další indoevropští hromovládci jako slovanský Perun, galský Taranis nebo severský Thór.
Jeho otcem je Tvaštar a jeho manželkou Šačí, zvaná též Indrání.
V Rgvédu se objevuje jeho jméno v řadě dvandvových kompozit, například s Maruty, Púšanem či Višnuem. Je také vůdcem Vasuů „Dobrotivých“, skupiny božstev zahrnujících například Agniho, Vájua, Súrju a Sómu. Sám je také nazýván dátá vásu „dárce dobrého“.:s.132,143:s.73

## Etymologie a jména
Etymologie jeho jména je nejistá, Jaan Puhvel uvažuje o významu „silný“ s ohledem na slovanské jędrъ „silný“.:s.67
Indra je znám také jako Vrtrahán „zabiják Vrtry“ . Titulování po poraženém protivníku je u indoevropských bohů a hrdinů časté, například Hermés je označován jako Argeifontés „zabiják Arga“ a Thór jako „samotářský zabiják hada“. Tento titul odpovídá íránskému Verethragna a arménskému Vahagn Višapakagh „Vahagn zhouba draka“.:s.82

## Atributy
Indra je ztělesněním božské síly a odvahy. Hned po svém narození byl válečníkem, země a nebe se otřásaly a bohové byli vyděšeni. Často je označován jako dhrsán mánah „smělého ducha“ a také se vyznačuje velkou sexuální výkonností a plodností a je tak nazýván Saharamuška „ten, jenž má tisíc varlat“.:s.88,149:s.67
Jeho typickou zbraní je hromoklín vadžra vykovaný božským kovářem Tvaštarem. Po něm je Indra titulován jako vadžrahasta či vadžrabáhu „vadžrou ozbrojený“.:s.150

## Zabiják Vrtry
Indra byl oslavován pod jménem Vrtrahán „zabiják Vrtry“ jako drakobijce. Vrtra je démonický had či drak, který podle rgvédského hymnu 1.32 zadržoval světové vody. Indra se na něj vypravil ozbrojen vadžrou a posilněn sómou a jeho porážce zabil i jeho matku Dánu a rozťal horu či jeskyni ukrývající vody. Podobný souboj se opakuje v pozdějším rgvédském hymnu 10.8, kde je Vrtra pod jménem Triširas „Trojhlavý“ poražen Trita Áptjem, pomocníkem Indry, který se též účastní boje. Triširas je však označen za syna Tvaštara a Indra se tak stal vinným bratrovraždou.:s.68–67,71

## Úpadek
V pozdně védském a povédském období počal Indrův význam upadat, a to především v souvislosti se zpochybněním jeho morálních kvalit. Již v rgvédském hymnu 4.18 se naráží na jeho pokus zabít své děti a otce, výše uvedený příběh z hymnu 10.8 jej činí bratrovrahem. Kromě toho také zabil démona Namučiho, se kterým uzavřel smlouvu o neútočení, ale našel skulinu v její formulaci, a počal tak být znám jako mitradruh „narušitel smluv, zrádce přátel“. Tento obraz Indry, neodpovídajícího ideálům kšatrijské morálky, byl plně rozvinut v bráhmanech. V eposu Rámájana svede krásnou Ahalju tak, že na sebe vezme podobu jejího manžela, mudrce Gautama Maháriši. Mudrc jej poté potrestal upadnutím varlat. K Indrovým prohřeškům zabití příbuzného a porušení smlouvy se tak přidalo ještě smilstvo a v puránách se tak hovoří o trojnásobném hříšníku Indrovi.:s.70–72